# ستيف ماسون
ستيف ماسون هو مؤرخ وبروفيسور كندي، ولد في 1957.